# Tytus, Romek i A’Tomek księga XIII
Tytus, Romek i A’Tomek księga XIII – trzynasty komiks z serii Tytus, Romek i A’Tomek o przygodach trzech przyjaciół Tytusa, Romka i A’Tomka.
Autorem scenariusza i rysunków jest Henryk Jerzy Chmielewski. Album ten ukazał się w roku 1979 nakładem Młodzieżowej Agencji Wydawniczej. Komiks ten wydany jest w układzie poziomym. Potocznie księga ta ma opis – Wyprawa na Wyspy Nonsensu.

## Fabuła komiksu
Trzech przyjaciół Tytus, Romek i A’Tomek wyruszają na ekspedycję naukową nowym pojazdem Slajdolotem, zbudowanym przez prof. T.Alenta. Chłopcy odwiedzają wyspy Nonsensu i przeprowadzają badania i obserwację mieszkańców dla profesora.

## Slajdolot
Slajdolot wyglądem przypomina rzutnik do przeźroczy, a energię pobiera z piękna krajobrazu. Lot tego pojazdu można śledzić na specjalnym ekranie zwanym videoslajdofonie. W pojeździe zamontowany jest specjalne urządzenie nudator, który służy do jego lokalizacji. Slajdolot S-1, którym bohaterowie polecieli na Wyspy Nonsensu, został przez nich utracony. Na jego miejsce wszedł pilotowany przez profesora T.Alenta Slajdolot S-2, dzięki któremu chłopcy wrócili do domu.

## Wyspy odwiedzone przez bohaterów komiksu
- Wyspa papierolubków, której mieszkańcy na głowach zamiast włosów mają pieczątkę.
- Wyspa robotów, zamieszkałą przez automaty.
- Wyspa najdowcipniejszych ludków świata, której mieszkańcy ciągle płatają figle.
- Wyspa sportowców, gdzie ulice wyglądają jak bieżnie sportowe.
- Wyspa palaczy (Nikotańska Republika Tabacka), której mieszkańcy posługują się językiem kaszlowym.
- Wyspa zmotoryzowanych, gdzie wszyscy mieszkańcy poruszają się samochodami.
- Wyspa pokryta dżunglą.

## Analiza
Krzysztof Grzegorzewski, analizując serię o Tytusie w kontekście analizy wpływu cenzury i propagandy na twórczość Chmielowskiego, zwrócił uwagę, że w tomie pojawiają się obserwacje socjologiczne krytyczne wobec realiów PRL-u (np. krytyka nadmiernej biurokracji na wyspie papierolubków, a wyspa palacza może być postrzegana jako „szydercza alegoria obsesyjnej propagandy antynikotynowej w PRL”).

## Wydania
- wydanie I 1979 – Młodzieżowa Agencja Wydawnicza, nakład: 100 000 egzemplarzy
- wydanie II 1987 – Młodzieżowa Agencja Wydawnicza, nakład: 300 000 egzemplarzy
- wydanie III 2001 – Prószyński i S-ka, nakład: 25 000 egzemplarzy
- wydanie IV (wydanie zbiorowe jako Złota księga przygód VIII) 2008 – Prószyński i S-ka, nakład: 4000 egzemplarzy
- wydanie V 2009 – Prószyński Media